# Jean-Michel Tinivelli
Jean-Michel Tinivelli est un acteur français né le 19 mars 1967 à Strasbourg.

## Biographie
Fils d'un maçon italien, dernier né d'une famille de trois garçons (ses deux frères vivent à Londres et sont restaurateurs), Jean-Michel Tinivelli a pratiqué l'athlétisme, le handball, et surtout le rugby, en jouant au poste de trois-quarts aile pour le Racing Club Strasbourg (on le surnomme « l’Indien », à cause de ses cheveux longs). Trilingue, outre le français, il parle couramment l'italien et l'anglais.
Il commence sa carrière au théâtre en 1987 avec Le Spectacle Boris Vian qui a lieu au café-théâtre de L’Ange D’or à Strasbourg. En parallèle, il tourne dans plusieurs publicités dont le TGV Atlantique et Heineken. Puis il joue dans plusieurs pièces jusqu'en 1989, année où il joue dans Orphée à l’Opéra national du Rhin
Jean Michel Tinivelli a deux frères plus âgés.

### Vie privée
De 2004 à 2006, il a vécu avec Ingrid Chauvin.

## Filmographie

### Cinéma

#### Longs métrages
- 1992 : Les Arpenteurs de Montmartre : le dragueur de la femme
- 1993 : Jock
- 1996 : Pédale douce : Livreur de fleurs
- 1997 : Les Sœurs Soleil
- 1998 : Un grand cri d'amour : Le second technicien
- 1999 : Quasimodo d'El Paris : Dracula
- 2002 : Quelqu'un de bien
- 2004 : À boire : Patrick
- 2005 : L'empire des loups : Caraccili
- 2005 : Les chevaliers du ciel : Colonel Farje

#### Court métrage
- 1994 : Spot de prévention : Un préservatif est un acte d'amour - (3000 Scénarios pour un virus) de Richard Berry : le jeune homme

### Télévision

#### Séries télévisées
- 1980 : Kick, Raoul, la Moto, les Jeunes et les Autres
- 1989 : Navarro
- 1992 : Le Lyonnais : Marco
- 1993 : Julie Lescaut (épisode 4 "Trafics") : un interne
- 1996 : Les Alsaciens ou les Deux Mathilde de Michel Favart (mini-série)
- 1998 : Les Cordier, juge et flic : Mathieu Prizzi
- 1998 - 2005 : Marc Eliot : Jacques Saddoul (4 saisons)
- 2000 : Un et un font six : Thierry
- 2001 : Joséphine, ange gardien : Xavier Rollin
- 2001 : Brigade spéciale : Mathieu Fontaine
- 2001 : La Vie devant nous (épisode 20) : Julien, dessinateur marié, a une relation extra-conjugale avec Ines.
- 2001 : La Crim' : Arnaud Weslinger
- 2002 : L'Été rouge : Ludo Farkas
- 2003 : Le Bleu de l'océan : Marc Esteban
- 2003 : Commissaire Valence : Lorriot
- 2003 - 2004 : Central Nuit : Francis Lefort
- 2004 : Premier secours : Commandant Moreau
- 2005 - 2007 : Rose et Val : Valbonne dit « Val »
- 2006 : La Voie de Laura : Gilles
- 2007 - 2022 : Alice Nevers, le juge est une femme : Frédéric Marquand
- 2008 : Père et Maire : escroc se faisant passer pour un missionnaire (Père Gaëtan)
- 2008 : Joséphine, ange gardien : Michel Vercan
- 2009 : Vive les vacances ! : rôle du maître nageur (épisode 3)
- 2011 : L'Épervier de Stéphane Clavier : M. de Penhoet
- 2013 : Tiger Lily, 4 femmes dans la vie de Benoît Cohen (épisodes 2, 3 et 6) : Antoine Marcus
- 2014 : La smala s'en mêle  (épisode 6)
- 2017 : Louis(e) d'Arnauld Mercadier : Adrien
- 2020 : Section de recherches : commandant Frédéric Marquand (Crossover, double épisode "Par amour")
- Depuis 2022 : Simon Coleman de Nicolas Copin : capitaine Simon Coleman
- 2024 : Rivière-Perdue de Jean-Christophe Delpias : commandant Éric Balthus

#### Téléfilms
- 1993 : Pris au piège de Michel Favart : Jean-Claude Broussier.
- 1994 : Le Rêve d'Esther
- 1995 : Une femme dans la nuit : Paul
- 1995 : Alice et les Hardy boys : André Cloutier
- 1996 : Nini de Myriam Touzé : Ricky Gordon
- 1996 : L'adieu au drapeau
- 2000 : Le Grand Secret
- 2001 : Une fille dans l'azur : Nicolas
- 2002 : Vu à la télé de Daniel Losset : Jean-Pierre
- 2003 : Il court, il court, le furet : Daniel
- 2003 : Qu'elle est belle la quarantaine !
- 2003 : Les Filles du calendrier : Arnaud
- 2004 : Lila Claudel - Une femme dans l'urgence : Stanislas Marchand
- 2004 : Les Filles du calendrier sur scène : Arnaud
- 2006 : Sur le chemin de Compostelle : Benoît
- 2008 : Un crime très populaire
- 2008 : La Mort dans l'île : Clément Borghese
- 2010 : Un bébé pour mes 40 ans : Marc
- 2011 : Trois filles en cavale de Didier Albert
- 2016 : Après moi le bonheur de Nicolas Cuche : Alain
- 2019 : Meurtres à Tahiti de François Velle : Philippe Toussaint

## Théâtre
- Avril à Juillet 2009 : Sibylline
- Mars 1987 : Lorenzaccio d'Alfred de Musset : mise en scène de Colette Weil, Théâtre Universitaire de Strasbourg
- Mars 1986 et Janvier 1987 : Viendra-t-il un autre été ? de Jean-Jacques Varoujean : mise en scène de Pascal Amye, Théâtre Universitaire de Strasbourg